# Том Бетелл
Том Бетелл (англ. Tom Bethell [bəˈθɛl] ; 17 липня 1936 – 12 лютого 2021)  — американський журналіст, який писав переважно на економічні та наукові теми.

## Життя та кар'єра
Том Бетелл народився і виріс у Лондоні, Велика Британія. Він здобув освіту в школі Даунсайд і Трініті-коледжі в Оксфорді. Мешканець округу Колумбія, жив у Вірджинії, Луїзіані та Каліфорнії. З 1962 по 1965 рік він викладав математику в школі Woodberry Forest, штат Вірджинія. Він був одружений з Донні Р. Фіцпатрік із Вашингтона, округ Колумбія    Працював старшим редактором The American Spectator і протягом 25 років працював медіастипендіатом Гуверівського інституту. Він був вашингтонським редактором Harper's і редактором Washington Monthly.
У 1980 році він отримав почесну відзнаку Джеральда Леба за колонки/редакційну статтю за «Обдурити бюджет».   

### Розслідування Джима Гаріссона
Бетелл був найнятий дослідником окружним прокурором Нового Орлеана Джимом Гаррісоном, щоб допомогти в судовому переслідуванні Клея Шоу за змову з метою вбивства Джона Ф. Кеннеді.  Бетелл не повірив звинуваченням Гаррісона в причетності Шоу. Шоу був виправданий після того, як присяжні радилися близько години.

## Суперечності
У 1976 році Бетелл написав суперечливу статтю для журналу Harper's під назвою «Помилка Дарвіна». Згідно з поглядами Бетелла не існує незалежного критерію придатності, а природний відбір є тавтологією.  Бетелл також заявив, що теорія Дарвіна була «на межі краху», а його прихильники «тихенько відмовилися» від природного відбору.  Ці твердження були заперечені біологами. Палеонтолог Стівен Джей Гулд написав спростування аргументів Бетелла.
Бетелл був членом Групи наукової переоцінки гіпотези про ВІЛ-СНІД , яка заперечує, що ВІЛ викликає СНІД. У «Політично некоректному посібнику з науки» (2005) він пропагував заперечення існування антропогенного глобального потепління, заперечення СНІДу та заперечення еволюції (яку Бетелл заперечував як «справжню науку»), натомість пропагуючи розумний дизайн. Bethell схвалив документальний фільм про інтелектуальний дизайн Expelled: No Intelligence Allowed.
Бетелл помер від ускладнень хвороби Паркінсона у своєму будинку у Вашингтоні, округ Колумбія, у лютому 2021 року у віці 84 років.

## Вибрані публікації

### Статті
- "Darwin's Mistake." Harper's Magazine, Vol. 252, No. 1509, February 1976, pp. 70-75.
- "Against Bilingual Education." Harper’s Magazine, Vol. 258, February 1979, pp. 30-33. doi:10.2307/324235. JSTOR 324235.
- "The Longshoreman Philosopher."Hoover Digest, No. 1, January 2003. Archived from the original.Archived December 22, 2014, at archive.today
- "Arnold Beichman, 1913-2010: an oral history and remembrance of a great adventurer and friend." The American Spectator, Vol. 43, No. 4, May 2010. Archived from the original.

### Книги
- George Lewis: A Jazzman From New Orleans. Berkeley: University of California Press, 1977.
- The Electric Windmill: An Inadvertent Autobiography. Washington, D.C.: Regnery Gateway, 1988.
- The Noblest Triumph: Property and Prosperity through the Ages. New York: St. Martin's Press, 1998.
- The Politically Incorrect Guide to Science. Washington, D.C.: Regnery Press, 2005.
- Questioning Einstein: Is Relativity Necessary? Vales Lake Publishing, 2009.
- Eric Hoffer: The Longshoreman Philosopher. Stanford: Hoover Institution Press, 2012.
- Darwin's House of Cards. Seattle: Discovery Institute Press, 2017. Audiobook available.

### Участь у монографіях
- "Mises And Gorbachev: Why Socialism Still Doesn't Work." pp. 226-230. The Free Market Reader, edited by Lew Rockwell. Auburn: The Ludwig von Mises Institute, 1988. ISBN 0945466021.
- "Bilingual Education in the Eighties: One Hispanic's Perspective." pp. 153-162. American Education: Essays in the Economics of Liberty, edited by Robert Emmet Long. New York: H. W. Wilson, 1984. ISBN 978-0824206994.

## Переклади творів Тома Бетелла

### Російською
- Т. Бетелл. Собственность и процветание (The Noblest Triumph : Property And Prosperity Through The Ages [1998]), Изд-во ИРИСЭН, 2008. - 480 с.
- Т. Бетелл. Собственность и процветание (The Noblest Triumph : Property And Prosperity Through The Ages [1998]), Електронне видання, Социум, 2020. - 480 с.